# Dolni Rakowez

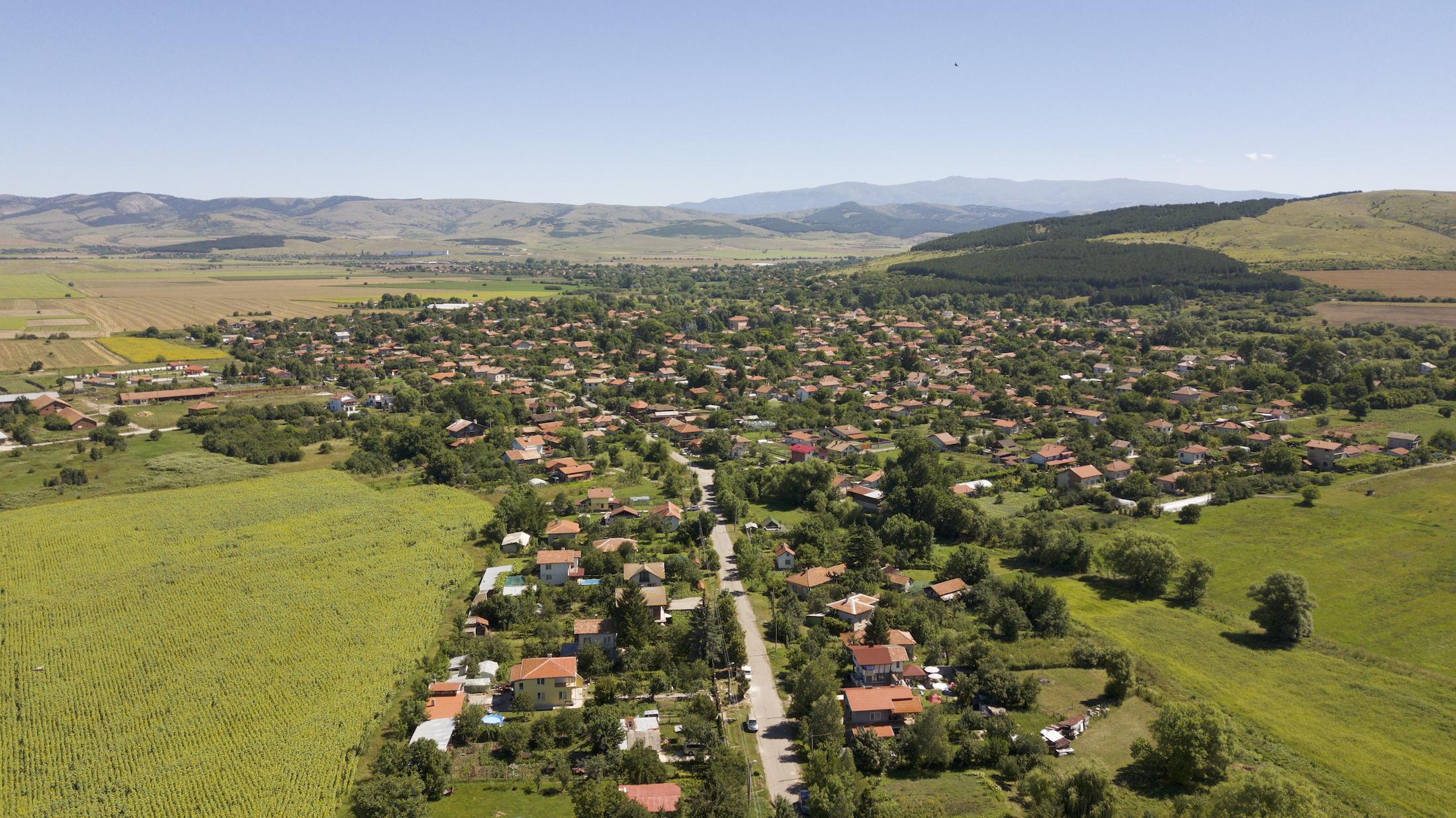
Dolni Rakovets

Dolni Rakowez (bulgarisch Долни Раковец) ist ein Dorf in Bulgarien. Es befindet sich in der Gemeinde Radomir, Provinz Pernik. Das Dorf ist bekannt für seine lange Tradition in der Knoblauchproduktion.

## Geographie
Dolni Rakovets liegt 8 km südöstlich von Radomir und etwa 25 km südlich von Pernik. Es liegt in der Mitte der Radomir-Ebene mit einer durchschnittlichen Höhe von 640 m.

## Infrastruktur
Der Verkehr ist gut entwickelt und in das nationale Verkehrssystem integriert. Das Dolni Rakovets liegt 13 km von der Autobahn Struma entfernt, die Sofia mit Griechenland verbindet. Der Bahnhof ist Teil der Bahnlinie 5 von Sofia nach Kulata, auf der täglich mehr als zehn Züge durch das Dorf fahren. Das Dorf ist mit der Buslinie 2 Radomir – Dolni Rakowez – Tschukowez erreichbar.
Der Flugplatz Dolni Rakovets liegt 5 km südlich des Dorfes. Er wurde zwischen 1962 und 1966 für militärische Zwecke gebaut. Die Start- und Landebahn ist 2450 m lang und 50 m breit. Im Jahr 2011 wurde der Flughafen in Sofia West Airport umbenannt.